# Leonardo Dati
Leonardo Dati (Florença, 1360 – Florença, 16 de Março de 1425) foi um frade e humanista italiano.
Prior de Santa Maria Novella a partir de 1401, participou no Concílio de Constança, como Mestre Geral da Ordem dos Pregadores e representante da República de Florença.
Foi eleito mestre-geral em 1414, tendo desempenhado o cargo até à sua morte.
Juntamente com o seu irmão Gregório, um comerciante, foi o autor do tratado "La sfera" (A Esfera), um poema em oitavas sobre astronomia/geografia, um exemplo típico de estilo medieval, escrito no final do século XIV e que teve grande popularidade no seu tempo.
Dati escrevia em verso, transmitindo informação e conhecimento ao seu público, introduzindo observações, notas de viagens e ilustrações.